# Tinhorão
O tinhorão (Caladium bicolor) é uma planta bulbosa muito apreciada devido à sua folhagem ornamental. Ela apresenta folhas grandes, rajadas ou pintalgadas, com duas ou mais cores e tonalidades de branco, verde, rosa ou vermelho. As inflorescências têm importância ornamental secundária e são muito parecidas com as do lírio-da-paz (Spathiphyllum wallisi), sendo brancas ou esverdeadas e podem ser pintalgadas como as folhas. A floração ocorre no verão. Também é conhecida pelos nomes de caládio, tajá, taiá e coração-de-jesus. Os nomes taiá e tajá têm origem no nome tupi da planta, taiá.
Há mais de 1000 variedades de tinhorão atualmente, algumas são mais indicadas para o jardim e outras devem ser cultivadas em ambientes internos. Prestam-se para a formação de maciços e bordaduras, além de vasos e jardineiras. Durante o inverno o tinhorão entra em repouso e aparenta estar morto, mas emite novas brotações na primavera. Neste período as adubações devem ser suspensas e podemos remover os bulbos e guardá-los em local seco, sombreado e fresco.
O tinhorão também é considerado uma planta muito tóxica, devido a presença de cristais de oxalato de cálcio e saponinas em suas folhas. O contato com destas substâncias com os olhos, mucosas e pele pode provocar intensa ardência, inflamação e vermelhidão. A ingestão pode provocar edema de glote e consequente asfixia e morte. Deve estar longe do alcance de crianças e animais domésticos.
Devem ser cultivados sob luminosidade difusa e fraca, pleno sol ou meia-sombra, de acordo com a variedade. Em solo fértil, leve e enriquecido com matéria orgânica, com regas regulares. O tinhorão aprecia a umidade, mas não tolera o encharcamento. Multiplica-se por separação dos bulbos quando a planta entra em repouso.

## Na literatura
Memórias Póstumas de Brás Cubas - 1881, Machado de Assis: "Agora, quero morrer tranquilamente, metodicamente, ouvindo os soluços das damas, as falas baixas dos homens, a chuva que tamborila nas folhas de tinhorão da chácara, e o som estrídulo de uma navalha que um amolador está afiando lá fora, à porta de um correeiro."
Lésbia
Cróton selvagem, tinhorão lascivo, 

Planta mortal, carnívora, sangrenta, 

Da tua carne báquica rebenta 

A vermelha explosão de um sangue vivo.
Nesse lábio mordente e convulsivo, 

Ri, ri risadas de expressão violenta 

O Amor, trágico e triste, e passe, lenta, 

A morte, o espasmo gélido, aflitivo...
Lésbia nervosa, fascinante e doente, 

Cruel e demoníaca serpente 

Das flamejantes atrações do gozo.
Dos teus seios acídulos, amargos, 

Fluem capros aromas e os letargos, 

Os ópios de um luar tuberculoso... 

-- Cruz e Souza / Broquéis (1893)